# Lunchables
Lunchables es una marca estadounidense de alimentos y snacks fabricada por Kraft Heinz en Chicago, Illinois, y comercializada bajo la marca Oscar Mayer. Se introdujeron inicialmente en Seattle en 1988 antes de lanzarse a nivel nacional en 1989. Muchos productos Lunchables se producen en una planta de Garland, Texas, y luego se distribuyen en todo Estados Unidos.
En el Reino Unido e Irlanda, los Lunchables fueron comercializados originalmente por Kraft Foods Inc.  y su sucesor Mondelez  como " Dairylea Lunchables". En 2023, Mondelez renombró la línea " Dairylea Lunchers". 

## Historia

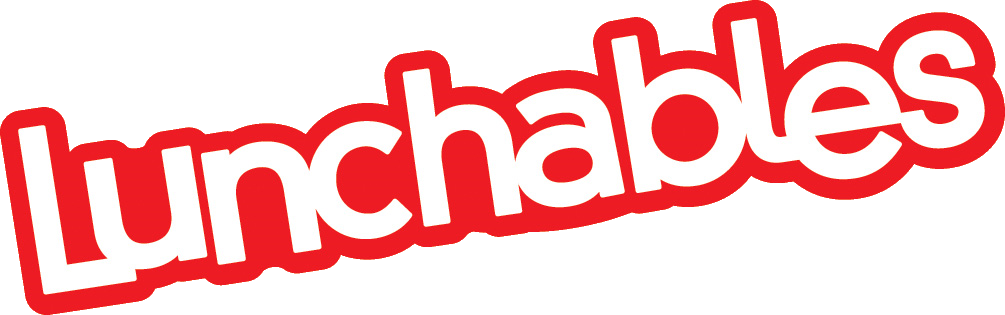
Logotipo utilizado de 2013 a 2022

Lunchables fue diseñado en 1985 por Bob Drane como una forma para que Oscar Mayer vendiera más mortadela y otros fiambres.  Después de organizar grupos focales de madres estadounidenses, Drane descubrió que su principal preocupación era el tiempo. Las madres trabajadoras, en particular, se veían presionadas por las limitaciones de tiempo que suponía preparar el desayuno para sus familias y preparar el almuerzo para que sus hijos comieran en la escuela.  Esto le dio a Drane la idea de crear un práctico almuerzo envasado que incluye los fiambres característicos de Oscar Mayer. Las galletas sustituyeron al pan porque duraban más tiempo en los refrigeradores de los supermercados. El queso fue proporcionado por Kraft cuando Oscar Mayer se fusionó con Kraft en 1988. El diseño del paquete se basó en el aspecto de una cena de televisión americana. 
El término "Lunchables" surgió de una lista de posibles nombres para las comidas preenvasadas que incluían, entre otros: On-Trays, Crackerwiches, Mini Meals, Lunch Kits, Snackables, Square Meals, Walk Meals, Go-Packs y Fun Mealz.

## Combinaciones

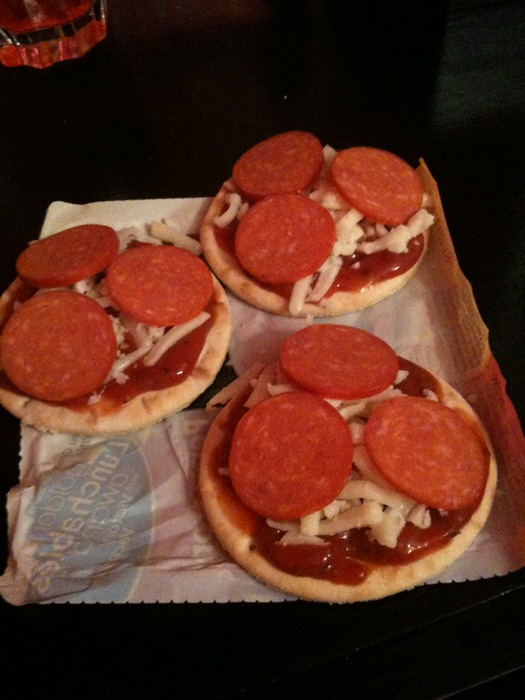
La variedad “Pizza con Pepperoni”, luego de ser montada por el consumidor.

Lunchables ofrece 30 combinaciones diferentes de comidas, que incluyen galletas, pizzas, nuggets de pollo, perritos calientes pequeños, hamburguesas pequeñas, nachos, sándwiches y wraps. Un paquete típico, como la combinación de galletas, contiene una cantidad igual de galletas y pequeñas rebanadas de carne y queso. La marca también creó dos versiones dirigidas a los adultos, aumentando la cantidad de comida ofrecida en cada paquete, pero estas ya fueron descontinuadas.  El primero se llamó “Deluxe” y contenía dos tipos de carnes y quesos, además de un condimento de mostaza y menta. La segunda versión, llamada "Maxed Out" (originalmente "Mega Packs"), estaba disponible con un 40% más de comida que un Lunchables normal. 
Lunchables también ofrece una variedad de bebidas y postres. En ciertas combinaciones de comidas, se ofrecen bebidas de jugo Capri-Sun, ya sea en el sabor tradicional o en la variante "Roarin' Waters". Otras bebidas incluidas son agua embotellada y una pequeña lata genérica de cola sin etiqueta; sin embargo, luego fue reemplazada por bebidas Capri Sun debido a preocupaciones de salud. En cuanto al postre, algunos paquetes contienen gelatina o pudín Jell-O o una alternativa de dulce, como Butterfingers o Reese's cups. Otros postres también incluyen galletas Oreo, galletas con chispas de chocolate y galletas de vainilla. 
A partir de 2022, las variedades de Lunchables (como se los conocía entonces) disponibles en el Reino Unido eran más limitadas en comparación con las décadas de 1990 y 2000. Las hamburguesas, pizzas, hot dogs y subvariedades ya no se vendían, y el producto se limitaba mayoritariamente a galletas, queso y jamón o pollo aunque existía una marca Snackers de queso y galletas con Cadbury Buttons, mini Fingers u Oreos. Muchas variedades, incluyendo pavo, jamón, salchichas, perritos calientes y pizza, todavía se venden en Canadá, pero son comercializadas por Maple Leaf Foods bajo el nombre de "Lunch Mate".
Finalmente se lanzó una línea de bandejas llamada Maxed Out que contenían hasta nueve gramos de grasa saturada, o casi el máximo diario recomendado para niños, con hasta dos tercios del máximo de sodio y 65 gramos (13 cucharaditas) de azúcar. Con respecto al cambio hacia un mayor consumo de sal, azúcar y grasa en las comidas para niños, Geoffrey Bible, ex director ejecutivo de Philip Morris USA (anterior propietario de Kraft Foods), comentó que leyó un artículo que decía: "Si desarmas los Lunchables, el elemento más saludable que contiene es la servilleta". 

## Controversia
En 1997, Lunchables fue criticado por tener un alto contenido de grasas saturadas y sodio mientras se comercializaba como una comida saludable para niños. Por ejemplo, una sola porción de almuerzos con jamón y queso suizo contenía 1.780 miligramos de sodio, lo que representa el 47% de la cantidad diaria recomendada para un adulto.
Debido a la creciente preocupación por la Obesidad infantil, UK Lunchables optó por crear opciones más saludables para los niños eliminando las bebidas Capri Sun y las mini barras Daim y reemplazando la bebida azucarada y los dulces con jugo de naranja y yogur de fresa en 2004. La marca también comenzó a ofrecer alternativas de dulces con menos calorías en lugar de incluir la taza Reese's estándar en el paquete. Capri Sun y los dulces todavía están disponibles como opciones en US Lunchables. Los Lunchables fueron incluidos entre las "Cinco peores comidas envasadas para el almuerzo" del Proyecto Cáncer en 2009.
Un informe de 2024 de Consumer Reports encontró una alta concentración de plomo y Ftalatos (una familia química conocida por causar alteraciones hormonales ), así como altos niveles de sodio en los productos Lunchables. Consumer Reports solicitó al USDA que eliminara los productos Lunchables del Programa Nacional de Almuerzos Escolares.